# Wünnewil-Flamatt
Wünnewil-Flamatt est une commune suisse du canton de Fribourg, située dans le district de la Singine.

## Géographie

Vue aérienne (1958)

Le territoire de Wünnewil-Flamatt s'étend sur 13,23 km2. Lors du relevé de 2013-2018, les surfaces d'habitations et d'infrastructures représentaient 19,8 % de sa superficie, les surfaces agricoles 62,6 %, les surfaces boisées 16,7 % et les surfaces improductives 0,8 %.
Wünnewil-Flamatt comprend les localités de Flamatt et Wünnewil ainsi que les hameaux d'Amtmerswil, Bagewil, Elswil, Mühletal, Sensebrücke et Staffels.
Elle est limitrophe d'Ueberstorf, Tavel, Schmitten et Bösingen, ainsi que de Neuenegg dans le canton de Berne.

### Transports
Wünnewil-Flamatt est reliée au réseau autoroutier suisse par la sortie no 10 de l'autoroute A12. La commune est aussi reliée aux lignes de chemin de fer Lausanne – Berne par la halte de Wünnewil et la gare de Flamatt ainsi qu'à la ligne Flamatt – Laupen par la même gare de Flamatt et la halte de Flamatt Dorf qui relie le centre du village de Flamatt aux grands axes ferroviaires. La commune est essentiellement desservie par le réseau express régional bernois.

## Toponymie
La commune porte le nom de Wünnewil jusqu'en 1973.
Wünnewil est composé du substantif roman villāre (domaine, hameau) et du nom de personne germanique Wini, Wino, Wineo. Sa première occurrence écrite date de 1157 à 1180, sous la forme de Vilar Vuinio. Wünnewil se nomme Wüniwül en dialecte singinois. Son ancien nom français est Vinneville.
Flamatt se compose probablement du roman plan (plat) et du substantif moyen haut allemand mate (prairie). Sa première occurrence écrite date de 1312, sous la forme de Blâmaten.

## Population et société

### Surnoms
Les habitants de Wünnewil sont surnommés les traducteurs (Dolmetscher) et die Weinweiler (la grappe de raisin des armoiries et une occurrence de 1228 ont rapproché le nom de la commune du vin, Wein en allemand).

## Démographie

### Évolution de la population
Wünnewil-Flamatt compte 5 641 habitants au 31 décembre 2022 pour une densité de population de 426 hab/km2. Sur la période 2010-2019, sa population a augmenté de 4,6 % (canton : 15,5 % ; Suisse : 9,4 %).  

### Pyramide des âges
En 2020, le taux de personnes de moins de 30 ans s'élève à 33,4 %, au-dessous de la valeur cantonale (35,2 %). Le taux de personnes de plus de 60 ans est quant à lui de 24,9 %, alors qu'il est de 22 % au niveau cantonal.
La même année, la commune compte 2 835 hommes pour 2 724 femmes, soit un taux de 51 % d'hommes, supérieur à celui du canton (50,1 %).
| Hommes | Classe d’âge | Femmes |
| ------ | ------------ | ------ |
| 0,5    | 90 ans ou +  | 1,1    |
| 6,2    | 75 à 89 ans  | 7,4    |
| 17,2   | 60 à 74 ans  | 17,3   |
| 22,6   | 45 à 59 ans  | 22,0   |
| 19,8   | 30 à 44 ans  | 19,3   |
| 16,9   | 15 à 29 ans  | 17,7   |
| 16,8   | - de 14 ans  | 15,3   |

| Hommes | Classe d’âge | Femmes |
| ------ | ------------ | ------ |
| 0,4    | 90 ans ou +  | 1,0    |
| 5,9    | 75 à 89 ans  | 7,4    |
| 14,5   | 60 à 74 ans  | 14,8   |
| 22,2   | 45 à 59 ans  | 21,9   |
| 21,0   | 30 à 44 ans  | 20,6   |
| 19,1   | 15 à 29 ans  | 18,3   |
| 17,0   | - de 14 ans  | 16,0   |